# Дана Весполи
Дана Весполи (англ. Dana Vespoli; 22 сентября 1972 года, Портленд, Орегон, США) — американская порноактриса и режиссёр.

## Биография
Дана Весполи родилась 22 сентября 1972 года в Портленде, штат Орегон, США. Переехала в Южную Калифорнию, где получила звание бакалавра гуманитарных наук в области сравнительного литературоведения в Mills College, она была ассистентом капитана гребной команды университета, что дало ей сценическое имя, поскольку англ. Vespoli — бренд, который делает гребные лодки. Дана вошла в порнобизнес относительно поздно, в 29 лет. До этого она работала танцовщицей под именем Криста в Mitchell Brothers O’Farrell Theatre, Bay Area, а также работала в Playboy TV весной 2003 года.
В 2006 году Весполи подписала, как режиссёр, контракт с компанией Digital Sin.
Дана снимала гонзо-фильмы для Red Light District и Combat Zone, New Sensations, Filly Films, Sweetheart Video, Evil Angel работала с Джоном Лесли, Джои Силвера, Nica Noelle, Белладонной, Kink, Джеймсом Авалоном и Кевином Муром, снималась с Джеймсом Дином, Karlie Montana, Самантой Райан, Селестой Стар, Синн Сэйдж и другими.
С 2011 года Дана Весполи работает с компаниями Filly Films, а с 2012 с Sweetheart Video, специализирующимися на производстве лесбийских фильмов. В 2011 году журнал Complex поставил её на 13 место в списке «50 самых горячих азиатских порнозвёзд всех времён».
В качестве режиссёра Весполи подписала контракт с продюсерской компанией Evil Angel, первым релизом с «Evil Angel» стал фильм «Forsaken» (2013), с участием Весполи, Эш Голливуд, Мануэля Феррары, Саманты Райан, Феникс Мари, Майкла Вегаса и Джеймса Дина.

«Моя ниша — это, главным образом, фильмы-виньетки с тёмными сюжетными линиями, равно как и сценарии типа гонзо, в которых я принимаю участие непосредственно из-за камеры. Свой фетиш я использую в большей части своих работ, а также предпочитаю жёсткий и анальный секс».
Оригинальный текст (англ.)My niche has mostly been vignette movies with darker storylines, as well as POV-type scenarios where I interact from behind the camera, I have a strong fetish bent to a lot of my work, and favor strong sex and anal.
— Из интервью изданию XBIZ
По данным на 2017 год, снялась в 408 порнофильмах и срежиссировала 149 порнолент.

## Личная жизнь
Была замужем за Мануэлем Феррарой, они официально расстались, но поддерживают близкие отношения и воспитывают общих детей вместе.
Любит читать и слушать музыку (The Commodores, Radiohead, Led Zeppelin, Джордж Харрисон, T.I.).

## Премии и номинации
- 2005 AVN Award номинация — Лучшая новая старлетка[8]
- 2007 Adam Film World Guide — Directrix of the Year[9]
- 2013 NightMoves Award номинация — Best Director (Non Parody)[10]
- 2013 NightMoves Award номинация — Best Ink[10]
- 2013 Sex Awards номинация — Favorite Director[10]
- 2013 Sex Awards номинация — Porn Star of the Year[10]
- 2013 XRCO Award номинация — Best Cumback[11]
- 2014 AVN Award номинация — Best Director — Feature[12]
- 2014 AVN Award номинация — Best Director — Non-Feature[12]
- 2014 AVN Award номинация — Best Double Penetration Sex Scene (с Alec Knight & Danny Wylde)[12]
- 2014 AVN Award номинация — Best POV Sex Scene (с Бонни Роттен)[12]
- 2014 AVN Award номинация — Best Screenplay[12]
- 2014 AVN Award номинация — Best Three-Way Sex Scene — G/G/B (с Валентиной Наппи и Рамоном Номаром)[12]
- 2014 AVN Award номинация — Director of the Year[12]
- 2014 AVN Award номинация — Most Outrageous Sex Scene (с Жюстин Джоли, Эйден Старр и Chad Diamond)[12]
- 2014 XBIZ Award номинация — Director of the Year — Body of Work[13]
- 2014 XBIZ Award — Director of the Year — Non-Feature Release[14]
- 2014 XBIZ Award номинация — MILF Performer of the Year[13]
- 2017 XBIZ Award, победа — Лучшая актриса в лесбийском фильме[15] (Lefty)